# کریس کوپلند
کریس کوپلند (انگلیسی: Chris Copeland؛ زادهٔ ۱۷ مارس ۱۹۸۴) بازیکن بسکتبال اهل ایالات متحده آمریکا است.
از باشگاه‌هایی که در آن بازی کرده‌است می‌توان به ایندیانا پیسرز، میلواکی باکس، و نیویورک نیکس اشاره کرد.